# Merkstave
Merkstave war eine von 2005 bis 2011 aktive Funeral-Doom-Band.

## Geschichte
Merkstave wurde 2005 als eines diverser Extreme-Doom-Projekte von dem Gitarristen und Sänger Paul Riedl, dem Schlagzeuger und Sänger Matthew Williams, dem Gitarristen Kyle Watson und dem Bassisten Matt Ayers gegründet. Weitere Bands unter der Beteiligung der Musiker sind Gruppen wir Oak, Hell, Elu of the Nine oder Münn. Mit Merkstave veröffentlichte das Quartett zwei Demos, die später als Album, sowie als Kompilation erneut erschienen. Das Album wurde nach der Auflösung der Band im Jahr 2011 über Pesanta Urfolk veröffentlicht. Die beiden Demos wurden von Cody Davis von Metal Injection, in seiner Reihe Funeral Doom Friday als Basis für einen Kult-Status „unter den größten Fans des Genres“ beurteilt. Das erste Demo der Gruppe, Lament for Lost Gods erschien im März 2011, das zweite Demo Spawn of A Lower Star im Juni des gleichen Jahres. Für die Wiederverwertung als Album wurde Lament for Lost Gods gekürzt und die Stücke wurden umbenannt.
Auch in zeitnahen Rezensionen wurde das Album meist gelobt. Als ein weiteres Album unter vielen besprach Manuel Pérez Torres von Neuromance.eu Merkstave, räumte derweil ein, keinen Bezug zum Genre zu haben. Rezensenten die das Genre hingegen kannten und häufiger besprachen lobten Merkstave mitunter als eine der besten Veröffentlichungen des Jahres. So nannte Joxe Schäfer von Crossfire Metal das Album „Pflichtstoff für Freunde des Genres.“ Auch Ivan Tibor von Concrete Web sah in Merkstave eine überragende Gruppe, der es gelingen könne zu den bekanntesten Namen des Genres gerechnet tu werden. Dante DuVall von Doom-Metal.com empfahl das Album Personen die nach Musik Ausschau hielten die sich zwischen Worship und Black One von Sunn O))) positionieren ließe. Gab allerdings hinzu, dass die Musik in der Überarbeitung des Demos Lament for Lost Gods an Persönlichkeit verloren habe.

## Stil
Mit gequältem Gesang sowie dissonantem Bordunklängen kombiniere Merkstave, Ideen des Funeral Doom mit jenen des Drone Doom. Die Musik wirke düster und bedrohlich mit leerer, minimalistischer Atmosphäre. Die Bordunklänge werden mit Blastbeats, Growling und Screaming sowie melodischem Klargesang gepaart. Vom langsamen Dröhnen über mittelschnelle Rhythmen bis in eruptive Passagen aus Schlagzeugspiel und Noise-Elementen werden von der Band genutzt. Zum Vergleich wird auf die Drone-Doom-Band Sunn O))) ebenso wie auf Funeral-Doom-Interpreten wie Asunder, Lycus und Aldebaran verwiesen.

## Diskografie
- 2011: Lament for Lost Gods (Demo, Selbstverlag)
- 2011: Spawn of a Lower Star (Demo, Selbstverlag)
- 2011: Yule MMXI (Split-Album mit Hell und Velnias, Pesanta Urfolk)
- 2013: Merkstave (Album, Pesanta Urfolk)
- 2013: Complete Demos (Kompilation, Selbstverlag)